# U-603 (tàu ngầm Đức)
U-603 là một tàu ngầm tấn công  Lớp Type VII thuộc phân lớp Type VIIC được Hải quân Đức Quốc Xã chế tạo trong Chiến tranh Thế giới thứ hai. Nhập biên chế năm 1942, nó đã thực hiện được năm chuyến tuần tra và đánh chìm được bốn tàu buôn với tổng tải trọng 22.406 GRT U-603 bị mất tích trong chuyến tuần tra cuối cùng trong Đại Tây Dương từ ngày 19 tháng 2, 1944.

## Thiết kế và chế tạo

### Thiết kế

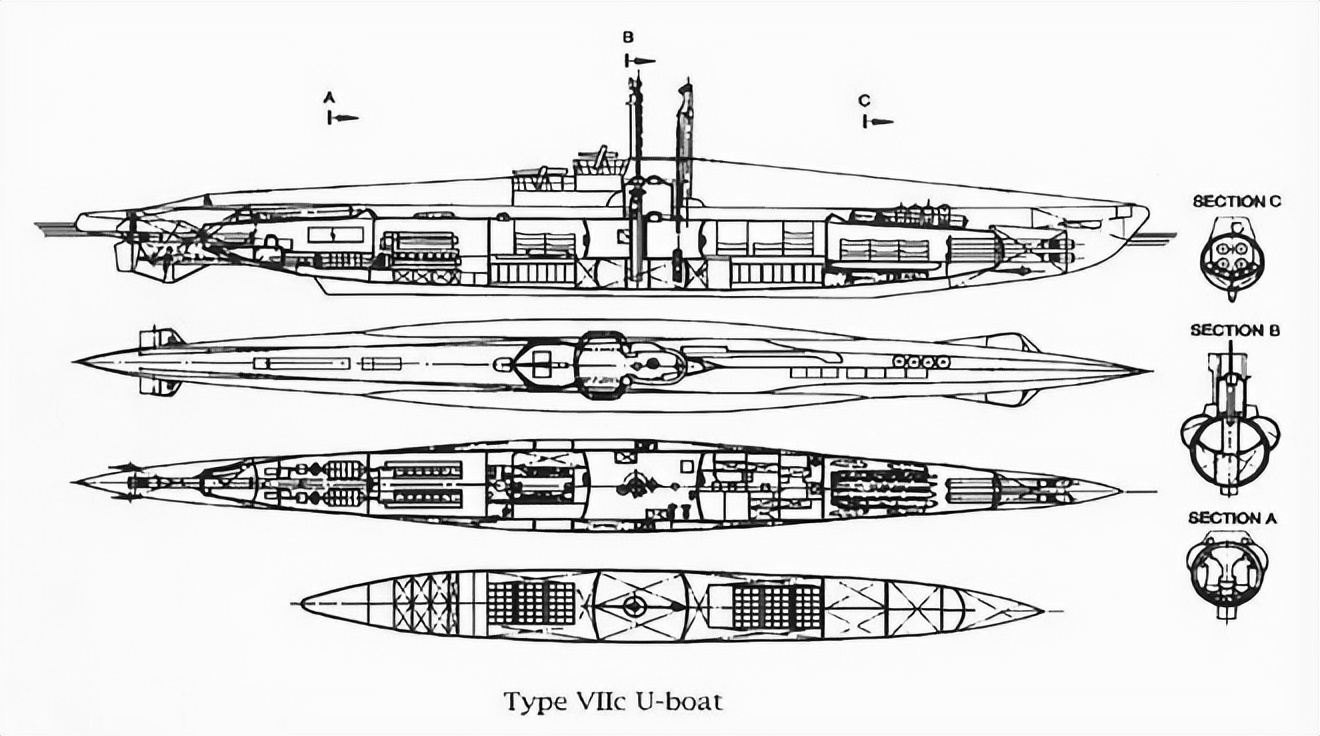
Sơ đồ các mặt cắt một tàu ngầm Type VIIC

Phân lớp VIIC của Tàu ngầm Type VII là một phiên bản VIIB được kéo dài thêm. Chúng có trọng lượng choán nước 769 t (757 tấn Anh) khi nổi và 871 t (857 tấn Anh) khi lặn). Con tàu có chiều dài chung 67,10 m (220 ft 2 in), lớp vỏ trong chịu áp lực dài 50,50 m (165 ft 8 in), mạn tàu rộng 6,20 m (20 ft 4 in), chiều cao 9,60 m (31 ft 6 in) và mớn nước 4,74 m (15 ft 7 in).
Chúng trang bị hai động cơ diesel Germaniawerft F46 siêu tăng áp 6-xy lanh 4 thì, tổng công suất 2.800–3.200 PS (2.100–2.400 kW; 2.800–3.200 bhp), dẫn động hai trục chân vịt đường kính 1,23 m (4,0 ft), cho phép đạt tốc độ tối đa 17,7 kn (32,8 km/h), và tầm hoạt động tối đa 8.500 nmi (15.700 km) khi đi tốc độ đường trường 10 kn (19 km/h). Khi đi ngầm dưới nước, chúng sử dụng hai động cơ/máy phát điện Garbe, Lahmeyer & Co. RP 137/c  tổng công suất 750 PS (550 kW; 740 shp). Tốc độ tối đa khi lặn là 7,6 kn (14,1 km/h), và tầm hoạt động 80 nmi (150 km) ở tốc độ 4 kn (7,4 km/h). Con tàu có khả năng lặn sâu đến 230 m (750 ft).
Vũ khí trang bị có năm ống phóng ngư lôi 53,3 cm (21 in), bao gồm bốn ống trước mũi và một ống phía đuôi, và mang theo tổng cộng 14 quả ngư lôi, hoặc tối đa 22 quả thủy lôi TMA, hoặc 33 quả TMB. Tàu ngầm Type VIIC bố trí một hải pháo 8,8 cm SK C/35 cùng một pháo phòng không 2 cm (0,79 in) trên boong tàu. Thủy thủ đoàn bao gồm 4 sĩ quan và 40-56 thủy thủ.

### Chế tạo
U-603 được đặt hàng vào ngày 22 tháng 5, 1940, và được đặt lườn tại xưởng tàu của hãng Blohm & Voss ở Hamburg vào ngày 22 tháng 2, 1941. Nó được hạ thủy vào ngày 16 tháng 11, 1941, và nhập biên chế cùng Hải quân Đức Quốc Xã vào ngày 2 tháng 1, 1942 dưới quyền chỉ huy của Hạm trưởng, Đại úy Hải quân Kurt Kölzer.

## Lịch sử hoạt động

### 1942
Sau khi hoàn tất việc huấn luyện trong thành phần Chi hạm đội U-boat 5, U-603 được điều sang Chi hạm đội U-boat 1 từ ngày 1 tháng 12, 1942 để hoạt động trên tuyến đầu cho đến khi bị mất.

#### Chuyến tuần tra thứ nhất
Vào đầu tháng 11, 1942, U-603 có các chuyến đi ngắn từ cảng Kiel, Đức đến các cảng Kristiansand và Bergen, Na Uy. Nó khởi hành từ Bergen vào ngày 23 tháng 11 cho chuyến tuần tra đầu tiên trong chiến tranh, và đã băng qua khe GI-UK giữa quần đảo Faroe và Iceland để vòng qua quần đảo Anh và hoạt động tại vùng biển Bắc Đại Tây Dương về phía Tây Ireland (Khu vực Tiếp cận phía Tây). Vào ngày 4 tháng 12, nó phát hiện một đoàn tàu vận tải nhưng không thể tấn công vì bị các tàu hộ tống thả mìn sâu ngăn chặn; dù sao U-603 không bị hư hại và đã thông báo tọa độ đoàn tàu đối phương cho các tàu U-boat khác trước khi đi đến căn cứ Brest bên bờ Đại Tây Dương của Pháp đã bị Đức chiếm đóng, đến nơi vào ngày 9 tháng 12.

### 1944

#### Chuyến tuần tra thứ năm – Mất tích
U-603 khởi hành từ Brest vào ngày 5, 1944 cho chuyến tuần tra thứ năm, cũng là chuyến cuối cùng, để hoạt động tại khu vực Trung tâm Bắc Đại Tây Dương. Nó báo cáo bằng vô tuyến về căn cứ lần cuối cùng lúc 22 giờ 45 phút ngày 18 tháng 2 lúc đang ở tại tọa độ 48°57′B 23°45′T / 48,95°B 23,75°T, khi đang phối hợp cùng bầy sói Hai 1 để tấn công các đoàn tàu ONS-29 và ON-224. U-603 sau đó mất tích mà không rõ nguyên nhân, và được cho là đã mất với tổn thất toàn bộ 51 thành viên thủy thủ đoàn trên tàu.
Trước đây người ta tin rằng U-603 bị đánh chìm do trúng mìn sâu thả từ tàu hộ tống khu trục USS Bronstein của Hải quân Hoa Kỳ tại tọa độ 48°55′B 26°10′T / 48,917°B 26,167°T vào ngày 1 tháng 3. Đợt tấn công này thực ra đã không trúng bất kỳ tàu bè nào.

### "Bầy sói" tham gia
U-603 từng tham gia mườii ba bầy sói:
- Ritter (14 – 26 tháng 2, 1943)
- Burggraf (4 – 5 tháng 3, 1943)
- Raubgraf (7 – 20 tháng 3, 1943)
- Oder (17 – 19 tháng 5, 1943)
- Mosel (19 – 24 tháng 5, 1943)
- Trutz (1 – 16 tháng 6, 1943)
- Trutz 2 (16 – 29 tháng 6, 1943)
- Geier 1 (30 tháng 6 – 14 tháng 7, 1943)
- Leuthen (15 – 24 tháng 9, 1943)
- Rossbach (24 tháng 9 – 9 tháng 10, 1943)
- Igel 2 (15 – 17 tháng 2, 1944)
- Hai 1 (17 – 22 tháng 2, 1944)
- Preussen (22 tháng 2 – 1 tháng 3, 1944)

### Tóm tắt chiến công
U-603 đã đánh chìm được bốn tàu buôn tổng tải trọng 22.406 GRT:
| Ngày             | Tên tàu  | Quốc tịch | Tải trọng | Số phận      |
| ---------------- | -------- | --------- | --------- | ------------ |
| 21 tháng 2, 1943 | Stigstad | Norway    | 5.964     | Bị đánh chìm |
| 23 tháng 2, 1943 | Glittre  | Norway    | 6.409     | Bị đánh chìm |
| 16 tháng 3, 1943 | Elin K   | Norway    | 5.214     | Bị đánh chìm |
| 12 tháng 5, 1943 | Brand    | Norway    | 4.819     | Bị đánh chìm |